# Huy chương Arthur L. Day
Huy chương Arthur L. Day là một giải thưởng của Hội Địa chất Hoa Kỳ (Geological Society of America) dành cho "những đóng góp xuất sắc trong nghiên cứu địa chất thông qua việc ứng dụng các phương pháp vật lý và hóa học để giải quyết những vấn đề địa chất". Huy chương này được Arthur Louis Day thiết lập năm 1948.

## Các người đoạt huy chương
- 2014   Lisa Tauxe
- 2013   Rick Carlson
- 2012   John M. Eiler
- 2011   Susan L. Brantley
- 2010   George E. Gehrels
- 2009   T. Mark Harrison
- 2008   Kenneth A. Farley
- 2007   Mary Lou Zoback
- 2006   Frank M. Richter
- 2005 	Donald W. Forsyth
- 2004 	Edward M. Stolper
- 2003 	Dennis V. Kent
- 2002 	Richard G. Gordon
- 2001 	Richard J. O'Connell
- 2000 	Stephen John Sparks
- 1999 	Donald J. DePaolo
- 1998 	E. Bruce Watson
- 1997 	Edward Irving
- 1996 	Robert A. Berner
- 1995 	Thomas J. Ahrens
- 1994 	David Walker
- 1993 	Hugh P. Taylor, Jr.
- 1992 	Susan Kieffer
- 1991 	Ian S. E. Carmichael
- 1990 	William S. Fyfe
- 1989 	Dan McKenzie
- 1988 	Claude J. Allègre
- 1987 	Don L. Anderson
- 1986 	E-an Zen
- 1985 	Freeman Gilbert
- 1984 	Wallace S. Broecker
- 1983 	Harmon Craig
- 1982 	Eugene M. Shoemaker
- 1981 	Donald L. Turcotte

- 1980 	Henry G. Thode
- 1979 	Walter M. Elsasser
- 1978 	Samuel Epstein
- 1977 	Akiho Miyashiro
- 1976 	Hans Ramberg
- 1975 	Allan Cox
- 1974 	A. E. Ringwood
- 1973 	David T. Griggs
- 1972 	Frank Press
- 1971 	Hans P. Eugster
- 1970 	Gerald J. Wasserburg
- 1969 	Harold C. Urey
- 1968 	Frederick J. Vine
- 1967 	O. Frank Tuttle
- 1966 	Robert M. Garrels
- 1965 	Walter H. Munk
- 1964 	James Burleigh Thompson, Jr.
- 1963 	Keith Edward Bullen
- 1962 	Hatten Schuyler Yoder
- 1961 	Willard F. Libby
- 1960 	Konrad B. Krauskopf
- 1959 	Sir Edward C. Bullard
- 1958 	John Verhoogen
- 1957 	Hugo Benioff
- 1956 	Alfred O.C. Nier
- 1955 	Earl Ingerson
- 1954 	Marion King Hubbert
- 1953 	John F. Schairer
- 1952 	Sterling Hendricks
- 1951 	Martin J. Buerger
- 1950 	Francis Birch
- 1949 	William Maurice Ewing
- 1948 	George W. Morey